# Сул-Бразил
Сул-Бразил (порт. Sul Brasil)  —  муниципалитет в Бразилии, входит в штат Санта-Катарина. Составная часть мезорегиона Запад штата Санта-Катарина. Входит в экономико-статистический  микрорегион Шапеко. Население составляет 3059 человек на 2006 год. Занимает площадь 114,9 км². Плотность населения — 26,6 чел./км².

## История
Город основан 26 сентября 1991 года.

## Статистика
- Валовой внутренний продукт на 2003 составляет 23.634.593,00 реалов (данные: Бразильский институт географии и статистики).
- Валовой внутренний продукт на душу населения на 2003 составляет 8.401,92 реалов (данные: Бразильский институт географии и статистики).
- Индекс развития человеческого потенциала на 2000 составляет 0,771 (данные: Программа развития ООН).

## География
Климат местности: мезотермический гумидный.
}